# Carlo Boso
Carlo Boso, né le 11 mars 1946 à Vicence, est un dramaturge et metteur en scène de théâtre italien. Il a aussi participé à quelques films.

## Biographie
Diplômé de l'école d'Art dramatique du Piccolo Teatro de Milan, dirigée par Giorgio Strehler et Paolo Grass. En 2004, Carlo Boso a créé l'AIDAS (Académie internationale des arts du spectacle) avec Danuta Zarazik. L'AIDAS est implantée à Versailles. 
Au cours de sa carrière, Carlo Boso a dirigé de multiples stages internationaux axés sur la conservation et la transmission des techniques expressives caractéristiques de la Commedia dell'arte,,,,,,.

## Mises en scène
- 1979 : La Venexiana, Anonyme du XVIe siècle (France)
- 1982 : Andromaque, de Jean Racine (France, Belgique, Turquie, Tunisie, Syrie)
- 1983 : Macbeth, de William Shakespeare (France, Belgique)
- 1983 : Le Malade imaginaire, de Molière (France)
- 1983 : Don Juan aux Enfers, de C. Simeoni, d'après Les Âmes Mortes de Dostoïevski[réf. nécessaire] (France)
- 1984 : L'Opéra de quat'sous, de Bertolt Brecht (France)
- 1985 : Il re Cervo, de Carlo Gozzi (Espagne, Italie, Allemagne, Turquie)
- 1986 : Ella, de H. Achternbusch (France)
- 1986 : Il marito, de F. Scala (Grèce)
- 1986 : La moscheta, de A. Beolco dit le Ruzante (Canada)
- 1987 : Les Bonnes de Jean Genet (France, Italie)
- 1989 : Il mercante di Venezia, de William Shakespeare (Italie)
- 1990 : La Locandiera, de Carlo Goldoni (Italie, Espagne)
- 1990 : Morte di un famoso musicista, de Dino Buzzati (Italie)
- 1991 : La Moscheta, de A. Beolco dit le Ruzante (Italie)
- 1991 : La Vedova scaltra, de Carlo Goldoni (Italie)
- 1992 : Sei personaggi in cerca d'autore, de Luigi Pirandello (Italie)
- 1992 : La Bottega del caffé, de Carlo Goldoni (Italie)
- 1993 : La Pamela, de Carlo Goldoni (Italie)
- 1994 : Senso, de I. Rattier d'après l'œuvre de A. Boito (Italie, France)
- 1996 : Les Muses orphelines, de M. Bouchard (France)
- 1996 : Ubu roi et Ubu enchaîné d'Alfred Jarry (Belgique)
- 1997 : Arlequin valet de deux maîtres, de Carlo Goldoni, traduction de C. Boso et Guy Pion (France, Belgique, Luxembourg)
- 1998 : La Locandiera, de Carlo Goldoni, traduction de C. Boso et G. Pion (Belgique)
- 1998 : L'Opéra de quat'sous, de Bertolt Brecht (Belgique)
- 1998 : L'Histoire du soldat, de Charles-Ferdinand Ramuz, musique de Igor Stravinsky (Espace, France, Belgique)
- 2000 : Arlecchino servitor de dos amos, de Carlo Goldoni (Espagne)
- 2001 : Les Fourberies de Scapin[9] de Molière (France)
- 2002 : Les Jumeaux vénitiens, de Carlo Goldoni, traduction de C. et G. Pion (Belgique, France)
- 2003 : Mort accidentelle d'un anarchiste, de Dario Fo (Belgique, France)
- 2003 : Woizek de G.Büchner (Belgique)
- 2004 : L'Alcajo Fingido, de Lope de Vega (Espagne)
- 2005 : La Noce chez les petits bourgeois, de Bertolt Brecht (Belgique)
- 2007 : L'Oiseau vert, de Carlo Gozzi, traduction de C. et G. Pion (France)
- 2009 : Faut pas payer, de Dario Fo, traduction de C. Boso et G. Pion (France)

## Auteur, coauteur, metteur en scène
- 1983 : Il falso magnifico, de C. Boso (Lituanie, Allemagne, Autriche, Turquie, Espagne, France, Suisse, Italie)
- 1984 : L'assedio della Serenissima, de C. Boso d'après La Peste de A. Camus (Italie, Espagne)
- 1984 : Vie et Mort d'Arlequin, de C. Boso et  D. Vezzani (France, Grèce, Suisse, Italie)
- 1985 : Jacques Cartier, de C. Boso (Canada, France)
- 1985 : Amours sous les barreaux, de C. Boso et E. Papadopulos (Grèce)
- 1986 : Théodoros Rex, de C. Boso et L. Lucciardi (France)
- 1987 : Scaramouche, de C. Boso (Italie, France, Allemagne, Autriche, Suisse, Yougoslavie, Turquie, Espagne, Brésil, Mexique)
- 1987 : Tele-Man, de C. Boso (Angleterre, États-Unis)
- 1988 : Freaks, de C. Boso et A. Bressanello (Espagne, France, Autriche, Turquie, Italie)
- 1988 : El Rey de l'Oriente, de C. Boso et A. Fuentes (Barcelone)
- 1989 : Il trionfo di Arlecchino, de C. Boso et D. Vezzani (Italie)
- 1989 : La pazzia d'Isabella, de C. Boso (Angleterre, France, Allemagne, Autriche, Suisse, Yougoslavie, Italie, Espagne, Hong–Kong)
- 1989 : Molière, de C. Boso et F. Bourgeat (France)
- 1990 : Droghe d'amore, de C. Boso d'après l'œuvre de C. Gozzi (France, Italie, Allemagne, Islande, Roumanie, Finlande)
- 1992 : La Zingara, de C. Boso (Angleterre, Écosse, Galles, Italie)
- 1994 : Il trionfo di Zanni, de C. Boso, B. Roland et G. Bertan (Italie, Tunisie, France, Malte, Égypte, Grèce, Bosnie, Liban, Israël)
- 1995 : Mélodie foraine, de C. Boso et E. Krzeptowski (Allemagne, France, Suisse, Belgique)
- 1995 : Les Aventures du Magnifico, de C. Boso et Acteurs de la Cie Athra (France)
- 1997 : La Folie d'Isabelle, de C. Boso, nouvelle édition d'après l’œuvre de F. Scala (France)
- 1998 : Quai Nord, de C. Boso et G. Bourebia (France)
- 1998 : Mort à Venise, de C. Boso et A. Bertrand (France, Portugal)
- 1998 : Les Amants de Vérone, de C. Boso et G. Bourebia (France, Espagne)
- 1999 : Chassé-croisé, de P Arbeille, M. Bennouar, C. Boso, N. Bousnoune, L. Tendero (France)
- 1999 : Les Mésaventures de Tabarin, de C. Boso et P. Arbeille d’après les œuvres de Tabarin, Lesage, Deburau (France)
- 1999 : La Queue de vérité, de C. Boso et P. Arbeille d'après les œuvres de Tabarin, Lesage, Deburau (France)
- 1999 : Le Marchand d’habits, de C. Boso et P. Arbeille d'après les œuvres de Tabarin, Lesage, Deburau (France)
- 1999 : La Mascarade fantastique, de C. Boso et G. Pion (Belgique, France, Espagne)
- 1999 : La pazzia senile, de C. Boso et X. Lacasa, comédie madrigalesque d’après l’œuvre de A. Banchieri  (France)
- 1999 : Scaramouche, de C. Boso et G. Bouredia, nouvelle version (Espagne, France)
- 2000 : Antigone, de C. Boso et A. Bertrand d'après l'œuvre de Sophocle (France)
- 2000 : Phèdre, de C. Boso et C. David d'après les œuvres de Sophocle, Sénèque, Euripide et Racine (France)
- 2000 : La Belle de Mai, de C. Boso et J. M. Michelangeli (France)
- 2001 : Donna Giovanni, C. Boso et C. David d'après l'œuvre de Tirso de Molina, par la compagnie Bel Viaggio (France, Belgique, Suisse)
- 2001 : Don Quichotte, de C. Boso et E.  Krzeptowski, par la Compagnie pour Rire (Belgique, France, Hollande, Espagne)
- 2001 : Commedia in commedia, de C. Boso, par la Compagnie TeatroVivo (Italie, Allemagne, Pologne, Roumanie, Tchécoslovaquie)
- 2002 : Don Quijote, version espagnole de C., D. Sanz et E. Del Campo (Espagne, Italie, France, Mexique, Colombia)
- 2002 : Capitaine Fracasse, de C. Boso et J. Jalabert d'après l'œuvre de Théophile Gautier (France, Monaco, Belgique)
- 2002 : Ubu roi, de C. Boso et A. Bertrand d'après l'œuvre de A. Jarry (France)
- 2003 : Le Chevalier de la rose, épopée occitane en trois volets de C. Boso (France)
- 2003 : La Princesse folle, de C. Boso et Anthony Magnier d'après l'œuvre de F. Scala, par la compagnie Viva La Commedia (France)
- 2004 : La Commedia delle commedia, de C. Boso d'après les œuvres de Calderon, Lope Vega, Tirso de Molina, Lope de Rueda et Cervante (Espagne)
- 2005 : Gitans, de C. Boso et E. Krzeptowski (Belgique, France, Suisse)
- 2006 : Fuente Ovejuna et autres histoires, de C. Boso d'après l'œuvre de Lope de Vega par l’AIDAS  (France)
- 2006 : L'Amour aux trousses, de C. Boso, d'après l'œuvre de B. Vian, Nogaro, G. Brassens (France)
- 2006 : Mori a Venezia, nouvelle version de C. Boso et A. Bertrand (Italie, Espagne, Allemagne, Pologne, Iran)
- 2007 : Public or not Public[10],[11] de C. Boso d’après les œuvres d’Eschyle, Sophocle, Euripide, Bibiena, Shakespeare, Brecht… (France)
- 2007 : Cantando Cantando, de C. Boso et B. Combe d'après l'œuvre d’A. Banchieri, présenté par l'AIDAS (France)
- 2007 : Il falso magnifico, nouvelle édition de C. Boso d'après l'œuvre Le Réviseur de Gogol, présentée par l'AIDAS (France, Italie, Espagne)
- 2007 : Scaramouche, nouvelle édition de C. Boso présentée par l'AIDAS (France, Italie, Espagne, Portugal), Il Kalavala dell'Arte, de C. Boso et D. Giovanzana d'après des légendes Finlandaise (Finlande)
- 2008 : Le Cercle, de C. Boso et A. Bertrand d'après l’œuvre de B. Brecht (France)
- 2008 : La Nuit des rois, de P. Arbeille et C. Boso d'après l’œuvre de W. Shakespeare, présentée par l'AIDAS (France)
- 2008 : Il barbiere di Siviglia, de C. Boso d'après l'œuvre de Beaumarchais et Rossini (Italie)
- 2009 : 2 Xerraires improvisa en busca d’autor, de C. Boso (Espagne), La villeggiatura, adaptation de C. Boso et D. Zarazik de l'œuvre de Goldoni présentée par l’AIDAS (France)
- 2021 : La légende de Sigéric de Carlo Boso sur une idée de Charles Myber

## Direction artistique
- 1979-1982 : Teatro di Porta Romana à Milan, chargé de la programmation internationale. Compagnies invitées : Els Joglars de Barcelone avec M7 Cataluna, mise en scène A. Boadelia ; Théâtre des Bouffes-du-Nord avec Ubu Roi -  Ubu enchaîné de A. Jarry, mise en scène de Peter Brook ; Le Café la Mama de New York, mise en scène A. Sherban ; compagnie La Claca de Barcelone avec Mori el Merma, création collective dirigée par J. Miro ; Le Théâtre de Nanterre avec Ils ont envahi la Ville de Lev Lunc mise en scène de A. Wajda ; Théâtre des Bouffes du Nord avec La Conférence des oiseaux, mise en scène par P. Brook.
- 1983-1992 : Responsable de la Coordination Artistique de l’animation théâtrale du Carnaval de Venise. Compagnies invitées : Le T.A.G. Teatro de Venise, l'Opha Boum de Londres, la Compagnie de la Sonnette de Bruxelles, la Pequena Compagnie de Madrid, le Teatro du Finikito de Alcala, la Compagnie Pantakin de Venise.
- 1990-1992 : Direction Artistique du Teatro Ariston de Trévise, Programmation nationale.
- 1993-1994 : Chargé de la programmation internationale du carnaval de Venise. Compagnies invitées : le nouveau ballet du Mexique avec Metamorphosis, chorégraphie de R. Marueno ; Marcel Marceau avec Bip et autres pantomimes ; le ballet européen de Rome avec Boléro, musique de M. Ravel, Chorégraphie de A. Galante ; Els Comedians de Barcelone ; Els Castellers de Cataluna ; l'Opéra national de Pékin avec Turandot de C. Gozzi, créée à l'occasion du carnaval et coproduite par le Théâtre national de Rome.
- 1999-2002 : Direction artistique du festival des arènes de Montmartre à Paris[12],[13]. Compagnies invitées : le Théâtre universitaire de Nantes, Théâtre de l'Esquisse de Toulouse, Compagnie Alain Bertatrand de Grenoble, Compagnie Belviaggio de Nantes, TeatroVivo de Cotingnola, Compagnie Mystère Bouffe de Paris
- 2002-2003 : Direction du Festival de Carcassonne. Artistes et compagnies invitées : El Teatro del Finikito de Alcala de Henares, Compagnie Belviaggio de Nantes, Compagnie Marcel Marceau, Paco Ibáñez, Compagnie du Mystère Bouffe, Anna Prucnal
- 2005 : Direction artistique du Studio Théâtre de Montreuil. Programmation et mise en place de résidences artistiques telle que l'AIDAS (Académie internationale des arts du spectacle), théâtre national de Chaillot, CDN de Montreuil, CDN de Limoge, la Comédie de Béthune.

## Collaborations
Théâtres
Piccolo Teatro di Milano, Teatro Stabile dell'Aquila, T.A.G. Teatro di Venezia, Il Carro dei Comici, Teatro di Porta Romana de Milan, Théâtre de l’Eveil de Mons, Théâtre Le Public de Bruxelles, L’Altana Théâtre de Bruxelles, Théâtre de La Criée de Marseille, Théâtre Universitaire de Nantes, Théâtre Roman Roland de Villejuif, Théâtre du Reflet de Nantes, Théâtre Puzzle de Nantes, Atrha Théâtre de Clermont-Ferrand, Théâtre de l'Esquisse de Toulouse.
Compagnies
Compagnie pour Rire, Compagnie de la Sonnette, Compagnie Bel Viaggio de Nantes, Compagnie du Mystère Bouffe du Pré St. Gervais, Compagnie A. Bertrand de Grenoble.
Festivals
Festival international de Salonique, Festival du théâtre classique d'Almagro, Festival international de Valencia, Mémorial X. Regas de Barcelone, Festival international du Québec, Festival international de Reus, Mime international Festival de Londres, Festival des arènes de Montmartre, Festival de Carcassonne, Festival du jeune théâtre d'Alès, Festival d'Avignon, Festival de Santarcangelo dei Teatri, Mois Molière de Versailles, Festival de Tréteaux (Mont-de-Marsan)